# Dobropole (Ukraina)
Dobropole (ukr. Добропілля, trb. Dobropilla) – miasto na Ukrainie w obwodzie donieckim.

## Historia

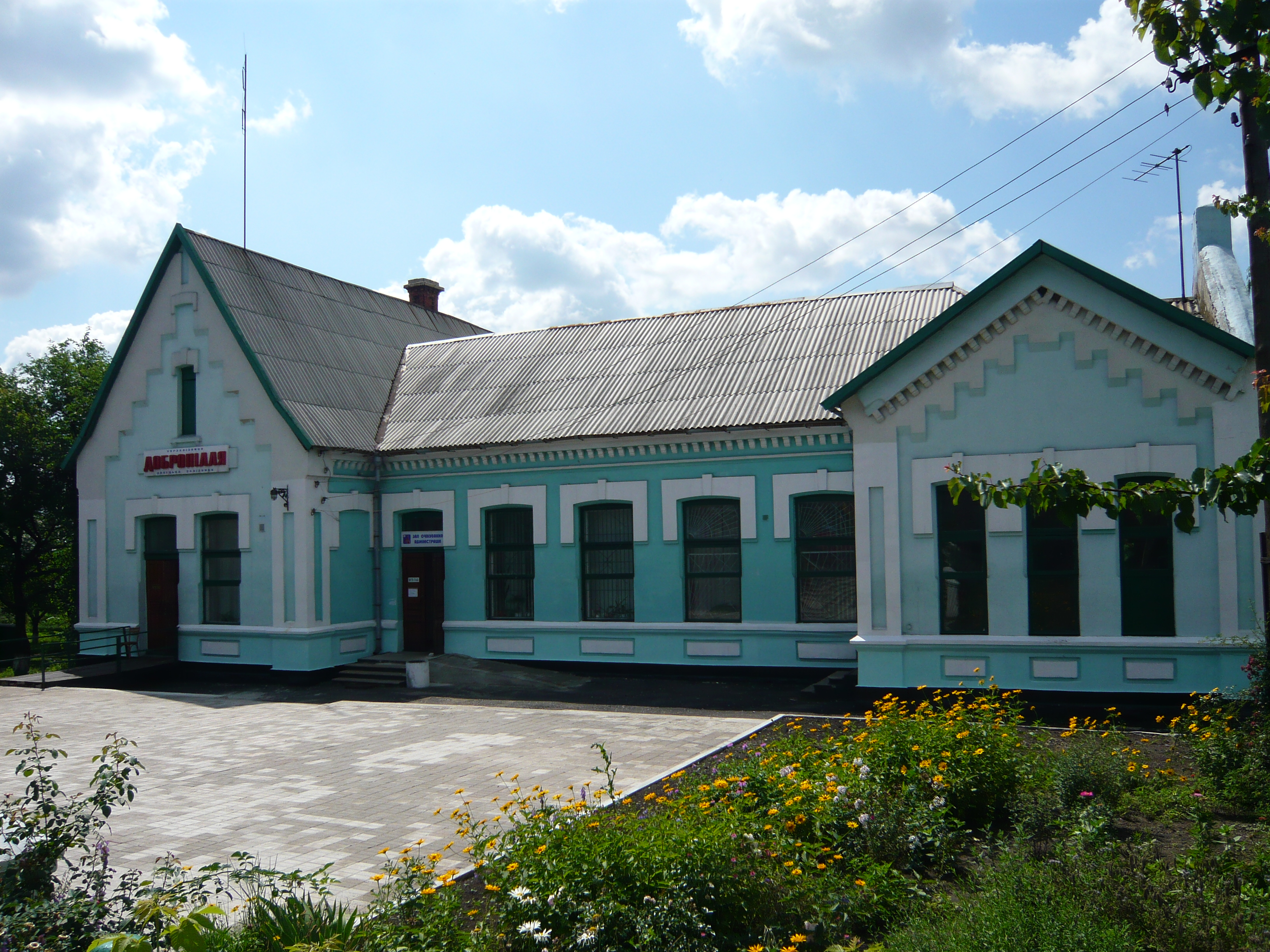
Dworzec kolejowy

Miejscowość powstała w latach 40. XIX wieku jako chutor. Status miasta otrzymała w roku 1953.

## Demografia
- 1989 – 40 064[2]
- 2013 – 31 196[3]
- 2017 – 30 186[4]
- 2021 – 28 757[1]
- 2024 – 26 700[5]